# Brezje pri Bojsnem
Brézje pri Bójsnem je vas na Bizeljskem gričevju v Občini Brežice. Spada h Krajevni skupnosti Globoko, cerkvenoupravno pa pod Župnijo Pišece. Razložena vas v hogozahodnem delu Bizeljskega leži sredi gričevnatega sveta med Zevnikovim potokom na zahodu in potokom Dramlja na vzhodu. V severnem delu naselja je zaselek Slopenska Gorca. Nedaleč stran se nahaja Križánčev jarek, ki ga v najnižjem delu nazivajo Pèkel. V njem izvira potoček, ki se izliva v bližnji Zevnikov potok. Više ob tem potoku se nahajajo travniki in njive Črnil, niže pa vlažen svet in opuščen Zevnikov mlin. V kmetijstvu prevladujeta vinogradništvo in sadjarstvo. Na najvišji točki naselja stoji cerkev sv. Urha (302 m) iz 19. stoletja. Vinogradniško območje pod cerkvijo imenujejo Hum.

## Zgodovina
Med 2. svetovno vojno so Nemci od tu izselili 20 družin in naselili Kočevarje.

## Prebivalstvo
Število prebivalcev po letih:
| Leto      | 1869 | 1880 | 1890 | 1900 | 1910 | 1931 | 1948 | 1953 | 1961 | 1971 | 1981 | 1991 | 2002 |
| Št. preb. | 104  | 127  | 119  | 106  | 132  | 126  | 139  | 132  | 100  | 97   | 72   | 55   | 57   |

Etnična sestava 1991:
- Slovenci: 55 (98,2 %)
- Hrvati: 1 (1,8 %)